# Maktar
Maktar (em árabe: مكتر, em latim: Mactaris), ou ainda Makthar, é uma cidade da província de Siliana, na Tunísia.